# Michaił Pietrow (wojskowy)

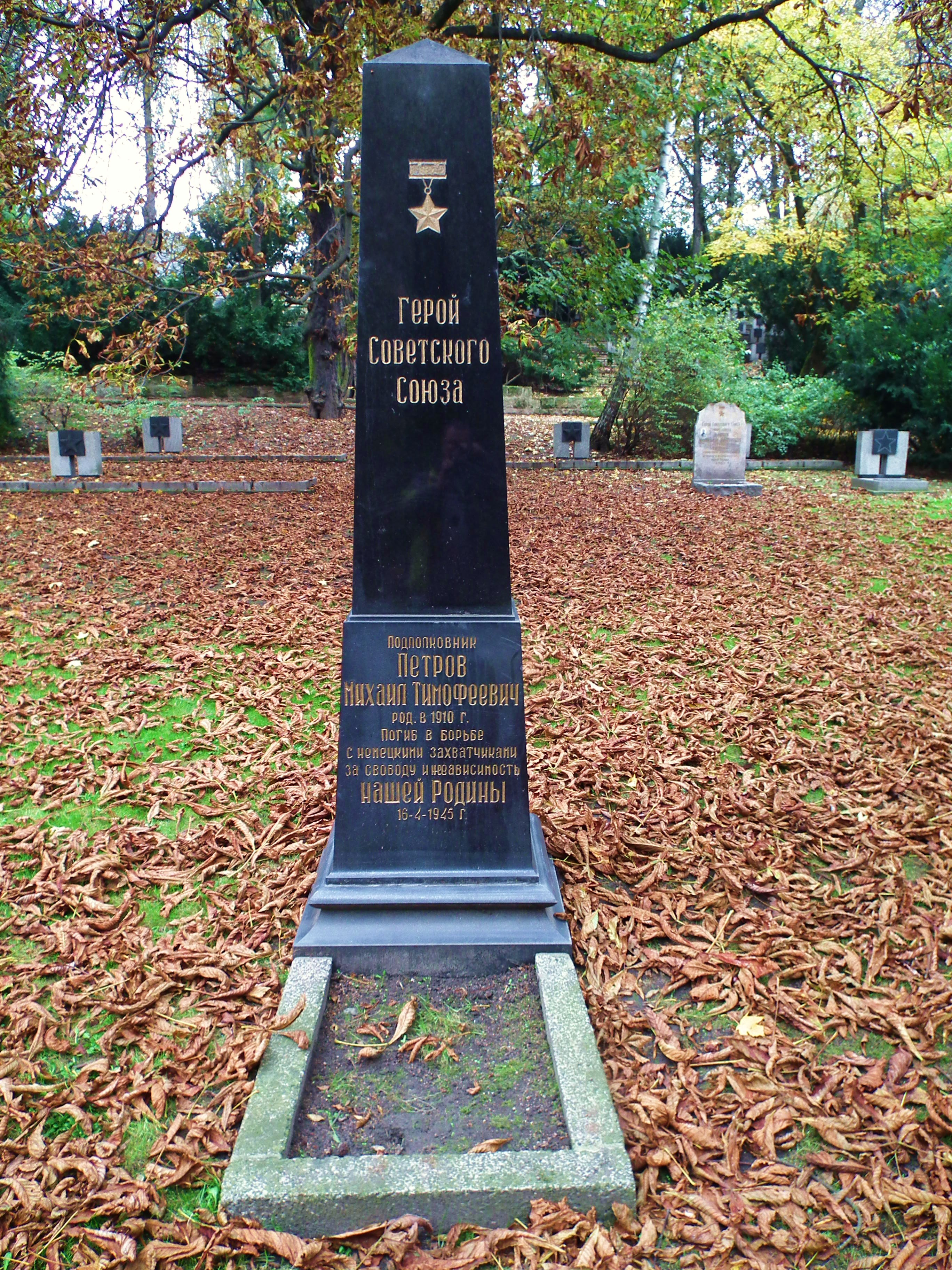
Grób na Cytadeli w Poznaniu

Michaił Timofiejewicz Pietrow (ros. Михаил Тимофеевич Петров, ur. 23 września?/6 października 1910 w Pskowie, zm. 17 kwietnia 1945 w Lubuszu) – sowiecki żołnierz, major Armii Czerwonej, bohater Związku Radzieckiego.

## Życiorys
Pochodził z rodziny robotniczej. Ukończył Instytut Rolniczy w ówczesnym Leningradzie, obecnie Petersburgu. Pracował jako szef Powiatowego Okręgowego Oddziału Geodezji Obwodu Leningradzkiego do czerwca 1941. Służył w armii sowieckiej w latach 1931–1935 i od 1942. W 1935 ukończył kurs porucznika, w 1942 kursy strzeleckie. Od 1942 był członkiem Wszechzwiązkowej Komunistycznej Partii (bolszewików). Na froncie podczas II wojny światowej służył począwszy od czerwca 1942 w stopniu starszego porucznika. Został mianowany zastępcą szefa sztabu 965 Pułku Piechoty 274 Dywizji Piechoty. Od tego czasu walczył z Niemcami m.in. w składzie 1. i 2 Frontu Białoruskiego. 
Pełniąc obowiązki dowódcy 965. Pułku Strzelców poprowadził jednostki sowieckie podczas przekraczania Wisły 29 lipca 1944 w pobliżu Puław. Jego pułk odparł kilka gwałtownych ataków niemieckich, co pozwoliło na powiększenie zdobytego przyczółka na lewym brzegu Wisły. Doszedł z wojskiem do przedmieść Lubusza. Zginął w walce i został pochowany na Cmentarzu Bohaterów Radzieckich na stokach Cytadeli poznańskiej. Spoczywa obok Nikołaja Romanienkowa.

## Odznaczenia
Otrzymał m.in.:
- tytuł Bohatera Związku Radzieckiego (24 marca 1945)
- Order Lenina (24 marca 1945),
- Order Czerwonego Sztandaru (6 stycznia 1945),
- Order Wojny Ojczyźnianej I klasy (dwukrotnie, 23 września 1944 i 9 lipca 1945),
- Medal „Za zasługi bojowe” (19 kwietnia 1943)[1]

I inne.